# Atletica leggera ai XVIII Giochi dei piccoli stati d'Europa
Le competizioni di atletica leggera ai XVIII Giochi dei piccoli stati d'Europa si sono svolte dal 29 maggio al 1º giugno 2019.

## Podi

### Maschile
| Evento                 | Oro                      | Argento                  | Bronzo                |
| 100 m                  | Andreas Chatzitheor      | Stavros Avgoustinou      | Francesco Molinari    |
| 200 m                  | Alex Beechey             | Ívar Kristinn Jasonarson | Stavros Avgoustinou   |
| 400 m                  | Téo Andant               | Konstantinos Christou    | Damien Mizzi          |
| 800 m                  | Pol Moya                 | Gabriel Dulière          | Stavros Spyrou        |
| 1500 m                 | Charles Grethen          | Pol Moya                 | Bob Bertemes          |
| 5000 m                 | Hlynur Andrésson         | Marcos Sanza             | Bob Bertemes          |
| 10000 m                | Marcos Sanza             | Arnar Pétursson          |                       |
| Staffetta 4×100 m      | San Marino               | Montenegro               | Islanda               |
| Staffetta 4×400 m      | Monaco                   | Cipro                    | Islanda               |
| 110 m ostacoli         | François Grailet         | Ísak Óli Traustason      | Darko Pešić           |
| 400 m ostacoli         | Ovar Kristinn Jasonarson | Andrea Ercolani Volta    | Anastasios Vasileiou  |
| 3000 m siepi           | Hlynur Andrésson         | Nahuel Carabaña          | Nikolas Fragkou       |
| Salto in lungo         | Christos Pantelides      | François Grailet         | Ian Paul Grech        |
| Salto triplo           | Longinos Achilleos       | Ian Paul Grech           | Grigoris Nikolaou     |
| Salto in alto          | Kyriakos Pampaka         | Kyriakos Ioannou         | Charel Gaspar         |
| Salto con l'asta       | Nikandros Stylianou      | Joé Seil                 | Darko Pešić           |
| Getto del peso         | Bob Bertemes             | Tomaš Đurović            | Guðni Valur Guðnason  |
| Lancio del disco       | Danijel Furtula          | Guðni Valur Guðnason     | Andreas Christou      |
| Lancio del giavellotto | Dagbjartur Daði Jónsson  | Tom Reuter               | Paraskevas Batzavalis |

### Femminile
| Evento                 | Oro                        | Argento                   | Bronzo                    |
| 100 m                  | Guðbjörg Jóna Bjarnadóttir | Tiana Ósk Whitworth       | Anaïs Bauer               |
| 200 m                  | Guðbjörg Jóna Bjarnadóttir | Tiana Ósk Whitworth       | Anaïs Bauer               |
| 400 m                  | Þórdís Eva Steinsdóttir    | Jessica Ratti             | Fanny Arendt              |
| 800 m                  | Charline Mathias           | Vera Hofmann              | Paula Grech               |
| 1500 m                 | Vera Hofmann               | Aníta Hinriksdóttir       | Dayane Huerta             |
| 5000 m                 | Lisa Marie Bezzina         | Meropi Panagiotou         | Andrea Kolbeinsdóttir     |
| 10000 m                | Lisa Marie Bezzina         | Dagmara Handzlik          | Slađana Perunović         |
| Staffetta 4×100 m      | Cipro                      | Islanda                   | Lussemburgo               |
| Staffetta 4×400 m      | Islanda                    | Lussemburgo               | Cipro                     |
| 110 m ostacoli         | Angeliki Athanasopoulou    | Lara Marx                 | María Rún Gunnlaugsdóttir |
| 400 m ostacoli         | Fjóla Signý Hannesdóttir   | Beatrice Berti            | Lise Boryana              |
| Salto in alto          | Marija Vuković             | Despoina Charalambous     | Styliana Ioannidou        |
| Salto con l'asta       | Maria Aristotelous         | Silvia Amabilino          | Lara Buekens              |
| Salto in lungo         | Hafdís Sigurðardóttir      | Filippa Fotopoulou        | Ljiljana Matović          |
| Salto triplo           | Ljiljana Matović           | Claire Azzopardi          | Irma Gunnarsdóttir        |
| Getto del peso         | Kristina Rakočević         | Stéphanie Krumlovsky      | Styliana Kyriakidou       |
| Lancio del disco       | Androniki Lada             | Kristina Rakočević        | Kristín Karlsdóttir       |
| Lancio del giavellotto | Noémie Pleimling           | María Rún Gunnlaugsdóttir | Ana Bošković              |

## Medagliere
| Pos.   | Paese       | Oro | Argento | Bronzo | Totale |
| ------ | ----------- | --- | ------- | ------ | ------ |
| 1      | Cipro       | 10  | 8       | 10     | 28     |
| 2      | Islanda     | 9   | 9       | 8      | 26     |
| 3      | Lussemburgo | 6   | 8       | 6      | 20     |
| 4      | Montenegro  | 4   | 3       | 5      | 12     |
| 5      | Malta       | 4   | 3       | 3      | 10     |
| 6      | Monaco      | 2   | 2       | 1      | 5      |
| 7      | Andorra     | 1   | 2       | 3      | 6      |
| 8      | San Marino  | 1   | 2       | 1      | 4      |
| Totale | Totale      | 37  | 37      | 37     | 111    |